# Mohammed Gargo
Mohammed Gargo (Accra, 19 giugno 1975) è un ex calciatore ghanese, di ruolo difensore.

## Carriera

### Club
Il 31 agosto del 1991 a Firenze il Ghana batte la Spagna 1-0 nella finale del Mondiale Under-17. In quella squadra c'è Gargo, che viene notato dal Torino. Resta poco in Piemonte, così inizia a girare l'Europa in cerca di una sistemazione e dopo tre anni tra Germania e Inghilterra, ritorna in Italia nel 1995, all'Udinese. Gioca poco e s'infortuna con una certa frequenza.
Dopo sette stagioni ad Udine passa al Venezia nel gennaio del 2003 con cui disputa 18 gare in Serie B. Dopo un'altra metà stagione in Friuli viene portato da Luigi De Canio, che lo ha avuto all'Udinese, al Genoa dove rimane fino al 2005. Nell'estate del 2005 trova ingaggio in Qatar, nelle file dell'Al-Wakra, mentre torna in Ghana la stagione successiva nella squadra in cui ha militato da ragazzo, il Real Tamale.

## Statistiche

### Cronologia presenze e reti in nazionale
| Cronologia completa delle presenze e delle reti in nazionale ― Ghana | Cronologia completa delle presenze e delle reti in nazionale ― Ghana | Cronologia completa delle presenze e delle reti in nazionale ― Ghana | Cronologia completa delle presenze e delle reti in nazionale ― Ghana | Cronologia completa delle presenze e delle reti in nazionale ― Ghana | Cronologia completa delle presenze e delle reti in nazionale ― Ghana | Cronologia completa delle presenze e delle reti in nazionale ― Ghana | Cronologia completa delle presenze e delle reti in nazionale ― Ghana |
| Data                                                                 | Città                                                                | In casa                                                              | Risultato                                                            | Ospiti                                                               | Competizione                                                         | Reti                                                                 | Note                                                                 |
| -------------------------------------------------------------------- | -------------------------------------------------------------------- | -------------------------------------------------------------------- | -------------------------------------------------------------------- | -------------------------------------------------------------------- | -------------------------------------------------------------------- | -------------------------------------------------------------------- | -------------------------------------------------------------------- |
| 15-1-1992                                                            | Ziguinchor                                                           | Ghana                                                                | 1 – 0                                                                | Zambia                                                               | Coppa d'Africa 1992 - 1º turno                                       | -                                                                    | 55’                                                                  |
| 17-1-1992                                                            | Ziguinchor                                                           | Ghana                                                                | 1 – 0                                                                | Egitto                                                               | Coppa d'Africa 1992 - 1º turno                                       | -                                                                    | 46’                                                                  |
| 18-6-1995                                                            | Sydney                                                               | Australia                                                            | 2 – 1                                                                | Ghana                                                                | Amichevole                                                           | -                                                                    |                                                                      |
| 21-6-1995                                                            | Adelaide                                                             | Australia                                                            | 1 – 0                                                                | Ghana                                                                | Amichevole                                                           | -                                                                    |                                                                      |
| 24-6-1995                                                            | Perth                                                                | Australia                                                            | 0 – 1                                                                | Ghana                                                                | Amichevole                                                           | -                                                                    |                                                                      |
| 26-1-1997                                                            | Harare                                                               | Zimbabwe                                                             | 0 – 0                                                                | Ghana                                                                | Qual. Coppa d'Africa 1998                                            | -                                                                    |                                                                      |
| 5-4-1997                                                             | Freetown                                                             | Sierra Leone                                                         | 1 – 1                                                                | Ghana                                                                | Qual. Mondiali 1998                                                  | -                                                                    |                                                                      |
| 27-4-1997                                                            | Accra                                                                | Ghana                                                                | 3 – 0                                                                | Gabon                                                                | Qual. Mondiali 1998                                                  | 2                                                                    |                                                                      |
| 14-1-1998                                                            | Accra                                                                | Ghana                                                                | 0 – 0                                                                | Mozambico                                                            | Amichevole                                                           | -                                                                    | Ingresso                                                             |
| 19-1-1998                                                            | Accra                                                                | Ghana                                                                | 3 – 1                                                                | Mozambico                                                            | Amichevole                                                           | 1                                                                    |                                                                      |
| 9-2-1998                                                             | Ouagadougou                                                          | Ghana                                                                | 2 – 0                                                                | Tunisia                                                              | Coppa d'Africa 1998 - 1º turno                                       | 1                                                                    |                                                                      |
| 12-2-1998                                                            | Ouagadougou                                                          | Togo                                                                 | 2 – 1                                                                | Ghana                                                                | Coppa d'Africa 1998 - 1º turno                                       | -                                                                    | 26’                                                                  |
| 6-9-1998                                                             | Lobamba                                                              | Swaziland                                                            | 0 – 1                                                                | Ghana                                                                | Amichevole                                                           | -                                                                    |                                                                      |
| 13-10-1998                                                           | Arnhem                                                               | Paesi Bassi                                                          | 0 – 0                                                                | Ghana                                                                | Amichevole                                                           | -                                                                    |                                                                      |
| 28-8-1999                                                            | Lagos                                                                | Nigeria                                                              | 0 – 0                                                                | Ghana                                                                | Amichevole                                                           | -                                                                    |                                                                      |
| 22-1-2000                                                            | Accra                                                                | Ghana                                                                | 1 – 1                                                                | Camerun                                                              | Coppa d'Africa 2000 - 1º turno                                       | -                                                                    | 55’                                                                  |
| 31-1-2000                                                            | Accra                                                                | Ghana                                                                | 0 – 2                                                                | Costa d'Avorio                                                       | Coppa d'Africa 2000 - 1º turno                                       | -                                                                    | 61’                                                                  |
| 15-7-2001                                                            | Accra                                                                | Ghana                                                                | 1 – 0                                                                | Sudan                                                                | Qual. Mondiali 2002                                                  | -                                                                    |                                                                      |
| 29-7-2001                                                            | Port Harcourt                                                        | Nigeria                                                              | 3 – 0                                                                | Ghana                                                                | Qual. Mondiali 2002                                                  | -                                                                    |                                                                      |
| Totale                                                               |                                                                      | Presenze                                                             | 19                                                                   |                                                                      | Reti                                                                 | 4                                                                    |                                                                      |

| Cronologia completa delle presenze e delle reti in nazionale ― Ghana olimpica | Cronologia completa delle presenze e delle reti in nazionale ― Ghana olimpica | Cronologia completa delle presenze e delle reti in nazionale ― Ghana olimpica | Cronologia completa delle presenze e delle reti in nazionale ― Ghana olimpica | Cronologia completa delle presenze e delle reti in nazionale ― Ghana olimpica | Cronologia completa delle presenze e delle reti in nazionale ― Ghana olimpica | Cronologia completa delle presenze e delle reti in nazionale ― Ghana olimpica | Cronologia completa delle presenze e delle reti in nazionale ― Ghana olimpica |
| Data                                                                          | Città                                                                         | In casa                                                                       | Risultato                                                                     | Ospiti                                                                        | Competizione                                                                  | Reti                                                                          | Note                                                                          |
| ----------------------------------------------------------------------------- | ----------------------------------------------------------------------------- | ----------------------------------------------------------------------------- | ----------------------------------------------------------------------------- | ----------------------------------------------------------------------------- | ----------------------------------------------------------------------------- | ----------------------------------------------------------------------------- | ----------------------------------------------------------------------------- |
| 26-7-1992                                                                     | Sabadell                                                                      | Ghana olimpica                                                                | 3 – 1                                                                         | Australia olimpica                                                            | Olimpiadi 1992 - 1º turno                                                     | 1                                                                             | 60’                                                                           |
| 28-7-1992                                                                     | Saragozza                                                                     | Danimarca olimpica                                                            | 0 – 0                                                                         | Ghana olimpica                                                                | Olimpiadi 1992 - 1º turno                                                     | -                                                                             |                                                                               |
| 30-7-1992                                                                     | Sabadell                                                                      | Messico olimpica                                                              | 1 – 1                                                                         | Ghana olimpica                                                                | Olimpiadi 1992 - 1º turno                                                     | -                                                                             |                                                                               |
| 5-8-1992                                                                      | Valencia                                                                      | Spagna olimpica                                                               | 2 – 0                                                                         | Ghana olimpica                                                                | Olimpiadi 1992 - Semifinale                                                   | -                                                                             |                                                                               |
| 7-8-1992                                                                      | Barcellona                                                                    | Australia olimpica                                                            | 0 – 1                                                                         | Ghana olimpica                                                                | Olimpiadi 1992 - Finale 3º posto                                              | -                                                                             |                                                                               |
| Totale                                                                        |                                                                               | Presenze                                                                      | 5                                                                             |                                                                               | Reti                                                                          | 1                                                                             |                                                                               |

| Cronologia completa delle presenze e delle reti in nazionale ― Ghana under 20 | Cronologia completa delle presenze e delle reti in nazionale ― Ghana under 20 | Cronologia completa delle presenze e delle reti in nazionale ― Ghana under 20 | Cronologia completa delle presenze e delle reti in nazionale ― Ghana under 20 | Cronologia completa delle presenze e delle reti in nazionale ― Ghana under 20 | Cronologia completa delle presenze e delle reti in nazionale ― Ghana under 20 | Cronologia completa delle presenze e delle reti in nazionale ― Ghana under 20 | Cronologia completa delle presenze e delle reti in nazionale ― Ghana under 20 |
| Data                                                                          | Città                                                                         | In casa                                                                       | Risultato                                                                     | Ospiti                                                                        | Competizione                                                                  | Reti                                                                          | Note                                                                          |
| ----------------------------------------------------------------------------- | ----------------------------------------------------------------------------- | ----------------------------------------------------------------------------- | ----------------------------------------------------------------------------- | ----------------------------------------------------------------------------- | ----------------------------------------------------------------------------- | ----------------------------------------------------------------------------- | ----------------------------------------------------------------------------- |
| 6-3-1993                                                                      | Brisbane                                                                      | Uruguay under 20                                                              | 1 – 1                                                                         | Ghana under 20                                                                | Mondiali Under-20 1993 - 1º turno                                             | -                                                                             |                                                                               |
| 9-3-1993                                                                      | Brisbane                                                                      | Germania under 20                                                             | 2 – 2                                                                         | Ghana under 20                                                                | Mondiali Under-20 1993 - 1º turno                                             | -                                                                             |                                                                               |
| 11-3-1993                                                                     | Brisbane                                                                      | Portogallo under 20                                                           | 0 – 2                                                                         | Ghana under 20                                                                | Mondiali Under-20 1993 - 1º turno                                             | -                                                                             |                                                                               |
| 13-3-1993                                                                     | Sydney                                                                        | Russia under 20                                                               | 0 – 3                                                                         | Ghana under 20                                                                | Mondiali Under-20 1993 - Quarti di finale                                     | -                                                                             |                                                                               |
| 17-3-1993                                                                     | Sydney                                                                        | Ghana under 20                                                                | 2 – 1                                                                         | Inghilterra under 20                                                          | Mondiali Under-20 1993 - Semifinale                                           | 1                                                                             |                                                                               |
| 20-3-1993                                                                     | Sydney                                                                        | Ghana under 20                                                                | 1 – 2                                                                         | Brasile under 20                                                              | Mondiali Under-20 1993 - Finale                                               | -                                                                             |                                                                               |
| Totale                                                                        |                                                                               | Presenze                                                                      | 6                                                                             |                                                                               | Reti                                                                          | 1                                                                             |                                                                               |

## Palmarès

### Club
- Coppa Intertoto UEFA: 1

Udinese:  2000

### Nazionale
- Campionato mondiale Under-17: 1

Italia 1991
- Bronzo olimpico: 1

Barcellona 1992